# Seretse Khama
Seretse Khama (Serowe, 1º luglio 1921 – Gaborone, 13 luglio 1980) è stato un politico botswano, 1º Presidente del Botswana.

## Biografia

### Infanzia ed educazione
Seretse Khama nacque il 1º luglio 1921 a Serowe, nell'allora Protettorato britannico del Bechuanaland. Era il nipote del re Khama III del popolo Bamangwato. Al bambino fu imposto il nome “Seretse”, che significa "l'argilla che tiene uniti", per celebrare la riconciliazione tra il padre e il nonno. La riconciliazione permise a Seretse Khama di salire al trono quando l'anziano padre morì nel 1925, assistito dallo zio Tshekedi Khama che assunse le funzioni di reggente.
Dopo aver frequentato le scuole in Sudafrica fino ad ottenere il baccellierato al Fort Hare University College nel 1944, Khama completò gli studi al Balliol College di Oxford e svolse il praticantato per svolgere la professione di avvocato a Londra.

### Matrimonio ed esilio
Nel giugno 1947 Seretse Khama conobbe Ruth Williams, un'impiegata inglese ai Lloyd's di Londra, che sposò l'anno seguente. Il matrimonio misto destò scandalo sia presso il governo sudafricano che aveva appena attuato la politica di apartheid, sia presso gli anziani capi tribù Bamangwato. Una volta informato del matrimonio, Tshekedi Khama richiese l'immediato ritorno di Seretse Khama nel Bechuanaland e l'annullamento del matrimonio. Tuttavia, dopo una serie di incontri pubblici con gli anziani capi tribù, Seretse Khama continuò ad essere riconosciuto come sovrano e la moglie, che accompagnava il marito nei suoi viaggi, guadagnò una crescente popolarità. Tshekedi Khama riconobbe la sconfitta e abbandonò il Paese, mentre Seretse Khama fece ritorno a Londra per completare gli studi.
Tuttavia il Sudafrica, che aveva abolito i matrimoni misti durante l'apartheid, non poteva tollerare che il leader di un Paese confinante fosse sposato con una bianca. Poiché il Bechuanaland era un protettorato britannico, il governo sudafricano esercitò immediatamente delle pressioni per rimuovere Seretse Khama dalla sua funzione. Il governo britannico si trovava in debito per l'appoggio ottenuto durante la Seconda guerra mondiale e non poteva rinunciare alle convenienti forniture sudafricane di oro e uranio: venne così istituita una commissione parlamentare per indagare sulla sua capacità di ricoprire posizioni di governo. Sebbene l'indagine avesse riconosciuto Khama sostanzialmente in grado di esercitare le funzioni, il governo decise nel 1951 l'esilio di Seretse Khama e della moglie dal Bechuanaland; l'esilio divenne permanente nell'anno successivo. Il governo dispose inoltre l'insabbiamento della relazione della commissione d'indagine, che venne resa pubblica trent'anni dopo.

### Ritorno in politica
La decisione del governo britannico suscitò l'immediata protesta in tutto il mondo di gruppi nazionalisti, comunisti e per la difesa dei diritti umani: la sentenza veniva considerata la prova del razzismo britannico. Nel 1956 il governo permise a Seretse e a Ruth Khama di fare ritorno nel Bechuanaland.
Nel 1961 Seretse Khama tornò sulla scena politica fondando il Partito Democratico del Bechuanaland (BDP), di ispirazione nazionalista. L'esilio aveva contribuito a rafforzarne la credibilità presso l'elettorato di orientamento indipendentista. Nel 1965 il BDP dominò le elezioni, travolgendo i partiti socialista e pan-africanista e Seretse Khama divenne Primo Ministro con una piattaforma programmatica indipendentista. Nel 1965 venne varata una nuova costituzione e il 30 settembre 1966 il Paese ottenne l'indipendenza sotto la presidenza di Seretse Khama.

### Presidenza
Al momento dell'indipendenza, il Botswana era uno dei più poveri Paesi del mondo. Poiché il governo non riusciva a far fronte alle spese con le entrate fiscali, il Paese era fortemente indebitato con il Regno Unito. Gli aggressivi governi insediati nei confinanti Sudafrica e Rhodesia facevano presagire che il Botswana sarebbe diventato un loro stato satellite.
Seretse Khama mise in atto un vigoroso programma di riforme teso a trasformare il Paese in un'economia orientata alle esportazioni, in particolare di carne, rame e diamanti. Nel 1967 la scoperta dell'enorme giacimento di diamanti di Orapa facilitò l'attuazione del programma. Tra il 1966 e il 1980 il Botswana sperimentò una delle più rapide crescite economiche del mondo, reinvestendo i profitti delle esportazioni in infrastrutture, sanità e sistema educativo, gettando così le basi per una crescita duratura. Seretse Khama, inoltre, istituì una severa normativa contro la corruzione, uno dei principali problemi che affliggevano i Paesi africani dopo l'indipendenza.
Per quanto riguarda la politica estera, Seretse Khama negò ai movimenti di liberazione del Sudafrica e della Rhodesia il permesso di usare il Paese come base per le loro operazioni di guerriglia. Tuttavia, consentì ai gruppi indipendentisti di transitare attraverso il Paese per raggiungere lo Zambia, esponendosi alle rappresaglie dei vicini. Poco prima di morire, rivestì un ruolo di primo piano nei negoziati tra le parti in lotta nella guerra civile della Rhodesia, che diedero origine alla creazione dello Stato indipendente dello Zimbabwe.
Seretse Khama rimase in carica sino alla morte per tumore al pancreas nel 1980. Il potere venne assunto secondo il dettato costituzionale dal Vicepresidente Quett Masire. Seretse Khama è sepolto nel cimitero di famiglia su una collina di Serowe. Il figlio Seretse Ian Khama è stato a sua volta presidente del Botswana dal 2008 al 2018.